# Турчак Варвара Дмитрівна
Варвара Дмитрівна Турчак (28 січня 1930, Пеніжкове — 20 жовтня 2000, Київ) — бригадир комплексної будівельної бригади тресту «Київміськбуд», мала відзнаку «Герой Соціалістичної Праці».

## Біографія
Народилася 28 січня 1930 року в селі Пеніжковому (нині Христинівського району Черкаської області). Закінчила середню школу в рідному селі. У 1949 році переїхала до Києва і вступила на роботу в будівельний трест «Хрещатикбуд», який був створений для відновлення повністю зруйнованого в період німецько-радянської війни Хрещатика.
У 1955 році очолила комплексну будівельно-монтажну бригаду будівельно-монтажного управління № 16 тресту «Хрещатикбуд» Головкиївміськбуду, а потім тресту «Київміськбуд-4». Єдина жінка — бригадир бригади монтажників у складі Київміськбуду. Проявила себе високопрофесійним фахівцем, вмілим організатором. Комплексна бригада під її керівництвом досягала високих виробничих результатів на об'єктах міста Києва. Серед об'єктів, на яких працювала Варвара Турчак і її бригада — відновлення Хрещатика, ремонт і відновлення будівель Київського театру опери та балету, тодішнього Жовтневого палацу, будівництво Палацу спорту, будівлі київського міськвиконкому, консерваторії, численних житлових будинків.
Продовжувала працювати бригадиром до 1988 року. Жила в Києві. Померла 29 жовтня 2000 року в Києві. Похована на Південному кладовищі Києва.

## Відзнаки
Указом Президії Верховної Ради СРСР від 4 травня 1971 року за успішне виконання планів і зобов'язань восьмої п'ятирічки Турчак Варварі Дмитрівні присвоєно звання Героя Соціалістичної Праці з врученням ордена Леніна і золотої медалі «Серп і Молот».
Нагороджена двома орденами Леніна (3 червня 1966, 4 травня 1971), медалями, Почесною Грамотою Верховної Ради Української РСР (7 серпня 1965).